# Међународни комитет Црвеног крста
Међународни комитет Црвеног крста (МКЦК; енгл. International Committee of the Red Cross, ICRC, фр. Comité international de la Croix-Rouge, CICR) хуманитарна је организација са сједиштем у Женеви у Швајцарској и троструки добитник Нобелове награде. Државе потписнице Женевске конвенције из 1949. и њених додатних протокола из 1977. (Протокол I и Протокол II), а 2005. МКЦК-у је додијељен мандат да штите жртве међународних и унутрашњих оружаних сукоба. У те жртве се убрајају ратни рањеници, затвореници, избјеглице, цивили и други неборбени елементи.
МКЦК је чланица Међународног покрета Црвеног крста и Црвеног полумјесеца, заједно са Међународном федерацијом друштава Црвеног крста и Црвеног полумјесеца и 192 национална друштва. То је најстарија и најцјењенија организација у покрету и једна од најпризнатијих организација на свијету, која је освојила три Нобелове награде за мир (1917, 1944. и 1963).